# معجزه در خیابان سی و چهارم (فیلم ۱۹۹۴)
معجزه در خیابان سی و چهارم (انگلیسی: Miracle on 34th Street) یک فیلم کمدی-درام فانتزی آمریکایی محصول سال ۱۹۹۴ به کارگردانی لس میفیلد و تهیه‌کنندگی و نویسندگی جان هیوز است. در این فیلم ریچارد اتنبرا، الیزابت پرکینز، دیلن مک درموت، جی تی والش، جیمز رمار، مارا ویلسون و رابرت پروسکی ایفای نقش می‌کنند. این اولین بازسازی سینمایی از فیلم اصلی ۱۹۴۷ است. این فیلم نیز مانند نسخه اصلی توسط کمپانی فاکس قرن بیستم منتشر شد.

## داستان
یک وکیل و یک دختر کوچک باید ثابت کنند که مردی که ادعا می‌کند بابانوئل است واقعی است.

## گیشه
در باکس آفیس، فیلم با ۲٫۷۵۳٫۲۰۸ دلار در رتبه هشتم قرار گرفت و در نهایت با ۱۷٫۳۲۰٫۱۳۶ دلار در آمریکای شمالی و ۴۶٫۲۶۴٫۳۸۴ دلار در سراسر جهان به پایان رسید.

## بازیگران
- ریچارد اتنبرا
- مارا ویلسون
- الیزابت پرکینز
- دیلان مک‌درموت
- جی تی والش
- جاس آکلند
- جیمز رمار
- جین لیوز
- ویلیام ویندام
- رابرت پروسکی
- ماری مک‌کورمک
- آلیسون جانی
- سیمون جونز